# Huun-Huur-Tu
Huun-Huur-Tu (em tuvano:  Хүн Хүртү Khün Khürtü, em russo:  Хуун-Хуур-Ту) é uma banda de Tuva, uma das repúblicas da Rússia situada na fronteira entre a Rússia e a Mongólia.
A característica mais distinta do Huun-Huur-Tu é o canto difônico, em que os vocalistas cantam tanto a nota principal (drone) quanto as suas harmonias, produzindo duas ou três notas de uma só vez.
O grupo usa instrumentos tuvanos tradicionais, tais como o igil, o khomus (uma harpa de boca tuvana), o doshpuluur e o dünggür (tambor xamânico). No entanto, nos últimos anos, o grupo tem incorporado de forma seletiva alguns instrumentos ocidentais, como o violão. Enquanto a inspiração de Huun-Huur-Tu é em sua essência a música popular tuvana, eles também incorporam em seu trabalho elementos da música ocidental tradicional e eletrônica.

## História

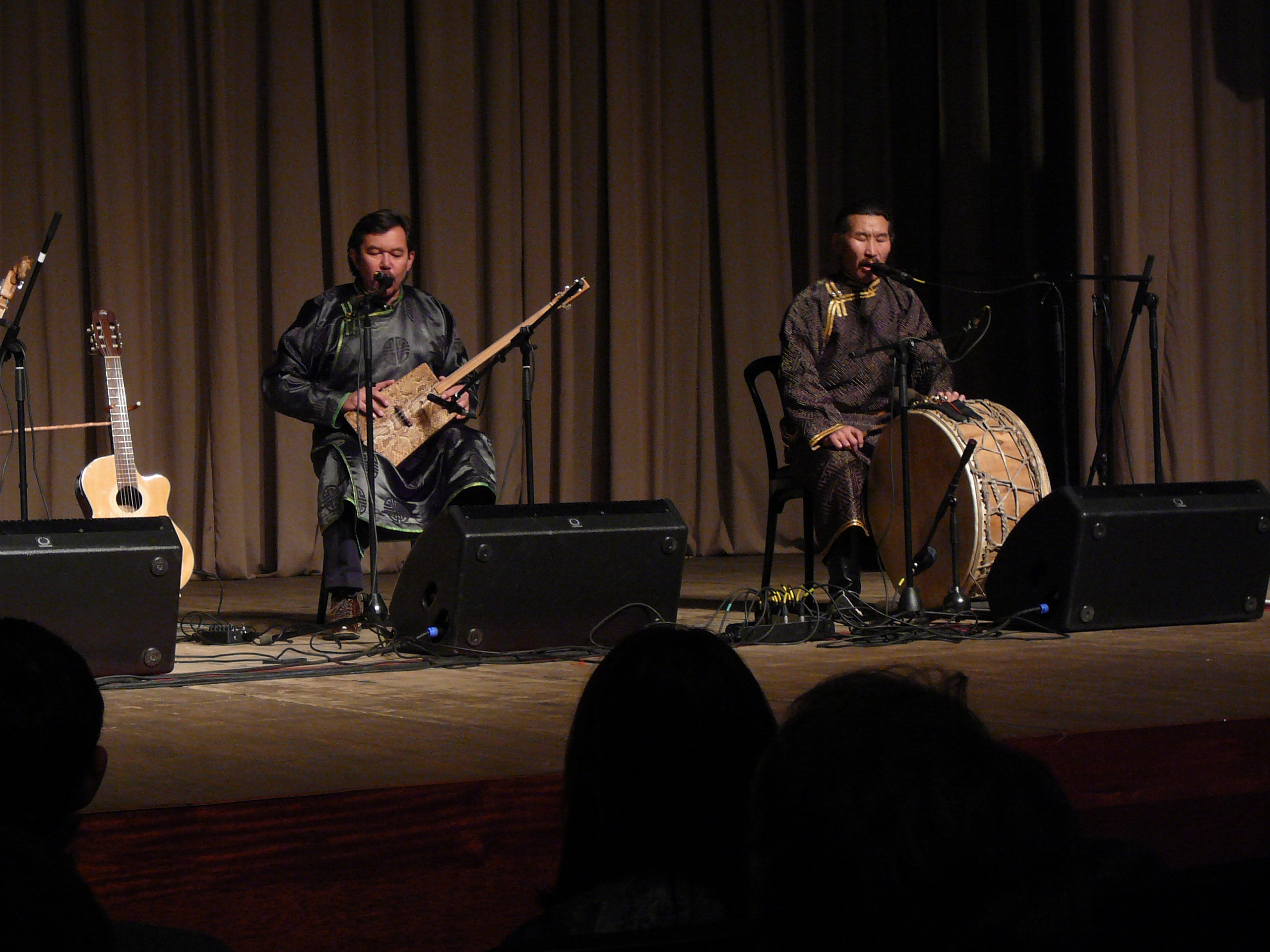
Sayan Bapa e Aleksey Saryglar, em 2012

O quarteto khöömei Kunggurtug (em tuvano:  Куңгуртуг) foi fundado em 1992 por Kaigal-ool Khovalyg, os irmãos Alexander e Sayan Bapa, e Albert Kuvezin. Khovalyg já era envolvido na cena khoomei desde 1979. Não muito tempo depois, o grupo mudou seu nome para Huun-Huur-Tu, que significa "raios de sol" (ou, literalmente, "hélice de sol"). O foco de sua música eram as canções folclóricas de Tuva, frequentemente acompanhadas de imagens da estepe de Tuva ou de cavalos.
O grupo lançou seu primeiro álbum, 60 Horses In My Herd, no ano seguinte. O álbum foi gravado em estúdios em Londres e Mill Valley, Califórnia. Kuvezin deixou o grupo na época da gravação do segundo disco para formar o Yat-Kha, um grupo mais orientado ao rock. Kuvezin foi substituído por Anatoli Kuular, que já havia trabalhado com Khovalyg e Kongar-ool Ondar como parte da Tuva Ensemble. O novo line-up gravou The Orphan's Lament em Nova York e Moscou, lançando-o em 1994.
Em 1995, Alexander Bapa, que já havia produzido os dois primeiros álbuns, saiu do grupo para dedicar seu tempo à carreira de produtor. Ele foi substituído por Alexei Saryglar, um ex-membro do grupo estatal russo Siberian Souvenir. O terceiro álbum, If I'd Been Born An Eagle, foi gravado na Holanda em 1997. Desta vez, além da música tradicional, o grupo executou músicas mais contemporâneas de Tuva.

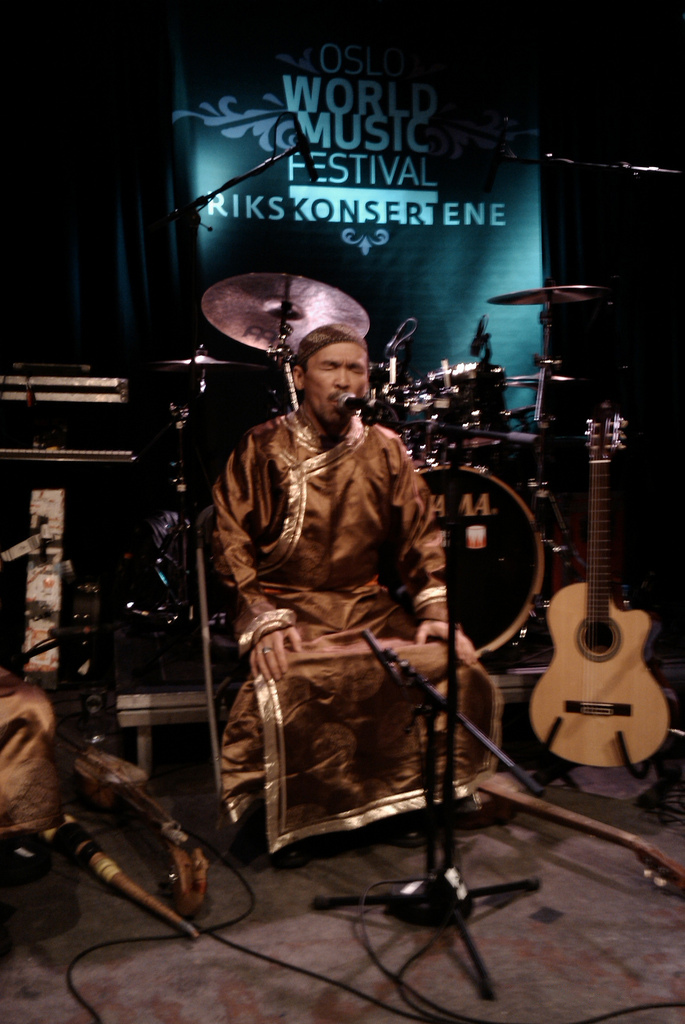
Aleksey Saryglar, em 2009

No início de 1999, o grupo lançou seu quarto álbum, Where Young Grass Grows. Pela primeira vez, algum instrumento que não era de origem tuvana nem uma guitarra foi usado. O álbum contou com sons de harpa, tabla, smallpipe Escocesa (tocada por Martyn Bennett) e sintetizador. O álbum também apresenta dois trechos de gravações de Kaigal-ool e Anatoli cantando e andando juntos a cavalo pelas campinas de Tuva.
Em 2000, Huun-Huur-Tu participou do evento BBC Music Live, tocando na abertura e no encerramento da transmissão matinal de Snape Maltes. No ano seguinte, o grupo lançou seu primeiro álbum ao vivo.
Em 2003, Kuular saiu da banda e foi substituído por Andrey Mongush, um professor experiente de khöömei e instrumentos tuvanos. Mongush ficou pouco tempo com o grupo, e em 2005 ele foi substituído por Radik Tyulyush, que já fora parte do grupo Yat-Kha.
A banda assinou com a empresa de gestão Stallion Era, sediada em Pequim, em Março de 2015 e desde então se apresentou na China algumas vezes.

## Colaboração
Desde sua criação, Huun Huur Tu tem colaborado com músicos de vários gêneros, tais como Frank Zappa, Johnny "Guitar" Watson, Kodo drummers, The Moscow Art Trio, Kronos Quartet, The Chieftains e o grupo feminino búlgaro Angelite. A gravação de "Eternal" é uma colaboração com o compositor eletrônico Carmen Rizzo. Huun Huur Tu apareceu em três músicas em Bahamut, o álbum de estreia da banda de blues Hazmat Modine. Em janeiro de 2010, Hazmat Modine anunciou planos para gravar com Huun Huur Tu novamente.

## Na cultura popular
A canção de Radik Tyullyush "Osku Urug" é destaque no episódio "The Law of Vacant Places" da terceira temporada da série americana Fargo.

## Gravações
Lançamentos solo
- 60 Horses In My Herd (1993)
- The Orphan's Lament (1994)
- If I'd Been Born An Eagle (1997)
- Where Young Grass Grows (1999)
- Live 1 [also known as Best * Live] (2001)
- Live 2 (2001)
- More Live (2003)
- Altai Sayan Tandy-Uula (2004)
- Live at Fantasy Studios (2008)†
- Ancestors Call (2010)

Com Marcel Vanthilt
- I Shoot Dikke Jo único (1995)

Com o Kronos Quartet
- Early Music (Lachrymae Antiquae) (1997)

Com The Bulgarian Voices - Angelite:
- Fly, Fly My Sadness (1996)
- Mountain Tale (1998)

Com vários artistas electrónicos (remixes)
- Spirits from Tuva (2002 e 2003)

Com Malerija
- huun huur tu malerija (2003)

Com Hazmat Modine
- Bahamut (2007)

Com Sainkho Namtchylak
- Mother-Earth! Father-Sky!  (2008)

Com Ross Daly
- The White Dragon (2008)

Com Carmen Rizzo
- Eternal (2009)

† Live at Fantasy Studios inicialmente estava disponível como um podcast online somente. Agora, a gravação de vídeo está disponível para download em vários sites. O repertório inclui vários sucessos como "Chiraa-Khoor", "Konggurey", "Ösküs Bodum (The Orphan's Lament)" e "Aa-Shuu-Dekei-Oo".